# Erateina iphis
Erateina iphis är en fjärilsart som beskrevs av Doubleday 1848. Erateina iphis ingår i släktet Erateina och familjen mätare. Inga underarter finns listade i Catalogue of Life.